# 德布雷齐翁·格布雷迈克尔
德布雷齐翁·格布雷迈克尔（1960年代初—）是埃塞俄比亚的一个政治家，提格雷尼亚人，现任提格雷人民解放阵线主席，曾任埃塞俄比亚信息通讯发展署主任、通讯和信息技术部长、副总理、提格雷州副主席、代理主席。

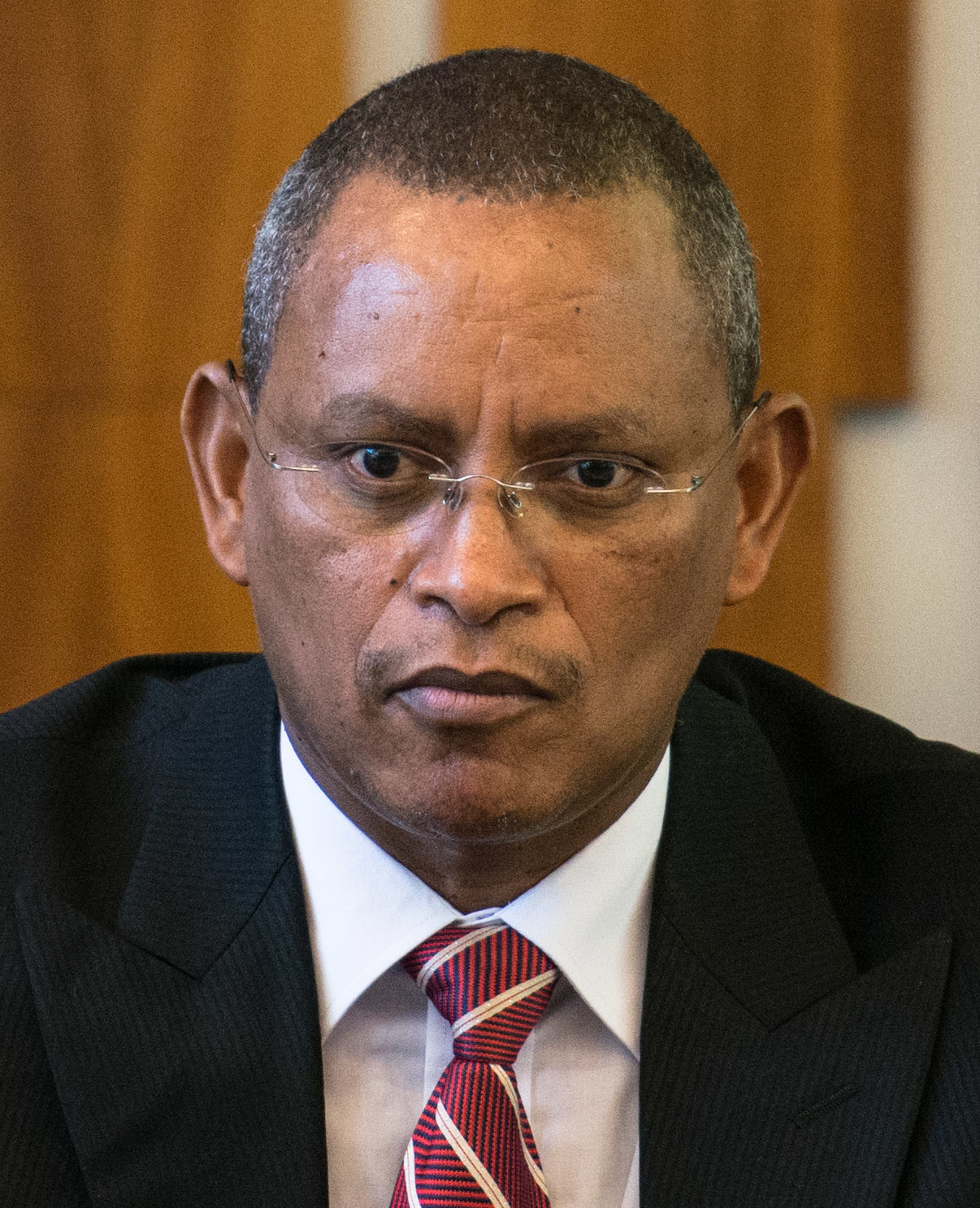
德布雷齐翁·格布雷迈克尔

德布雷齐翁出生并成长在埃塞俄比亚提格雷省希雷因达塞拉西。曾被认为是全省最好的学生之一。他在大学入学考试中获得满分，被亚的斯亚贝巴大学录取。后来，他放弃了学业，加入提格雷人民解放阵线，在埃塞俄比亚内战中与德尔格政权的军队作战。内战期间，提格雷人民解放阵线曾派遣他到意大利接受通信技术方面的培训。1980年，他领导的团队创建了“提格雷解放之声”广播电台。他和几位同事都是埃塞俄比亚内战中的著名黑客，他们长期劫持、干扰、破坏德尔格政权的广播、电视和军事通信系统。内战结束后，他回到亚的斯亚贝巴大学学习，同时从事全职的政府工作，后取得电子工程学士学位和硕士学位。2011年，他取得美国凯佩拉大学信息技术博士学位。
德布雷齐翁是一个狂热的网球爱好者。